# Gélose EMB
Pour les articles homonymes, voir EMB.

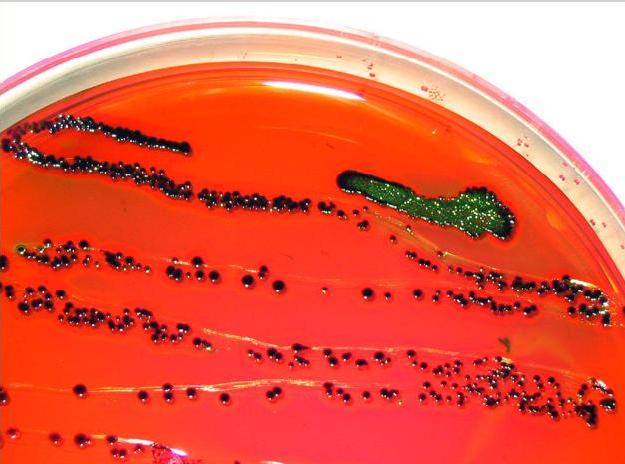
Culture de Escherichia coli sur gélose EMB

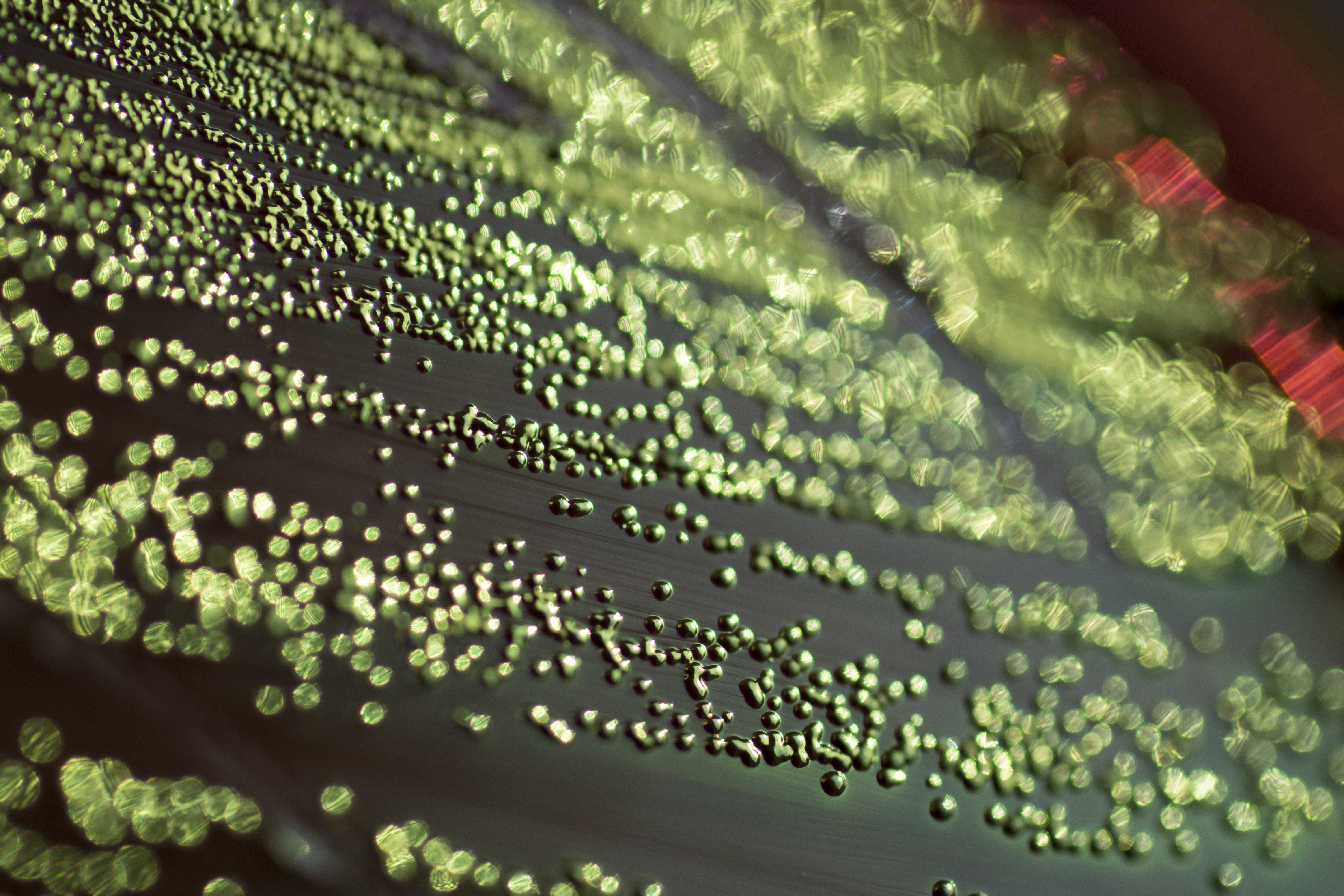
Aspect vert métallisé caractéristique d'une culture de Escherichia coli sur gélose EMB

La gélose EMB (de l'anglais Eosin Methylene Blue) est un milieu de culture sélectif et différentiel employé en microbiologie pour l'isolement et l'identification des bacilles Gram négatifs (BGN). Ce milieu comporte un indicateur qui détecte la consommation du lactose et/ou du saccharose. Il a été mis au point en 1918 par M. Levine pour faciliter la distinction entre Escherichia coli et d'autres BGN, en particulier Klebsiella aerogenes (anc. Enterobacter aerogenes). Les travaux de Levine s'appuyaient sur une formulation similaire proposée en 1916 par J. Holt-Harris et O. Teague.
C'est un milieu de culture très courant pour l'isolement des BGN non exigeants au sein de prélèvements polymicrobiens d'origine clinique, alimentaire et environnementale.

## Principe
La base nutritive se compose pour moitié de peptone et pour l'autre moitié d'un mélange à parts égales de deux disaccharides, le lactose et le saccharose. Le lactose est métabolisé par les Entérobactéries dites « fermentaires » et le saccharose sert de glucide de secours pour d'éventuels variants lactose négatifs de ces bactéries.
Le bleu de méthylène est un inhibiteur qui limite la croissance des bactéries Gram positives. L'éosine ici utilisée dans sa forme Y (yellowish, jaunâtre) vire au noir en milieu acide ce qui permet de détecter l'acidité produite par les bactéries qui fermentent le lactose et/ou le saccharose. Lorsque le pH diminue suffisamment, les deux colorants interagissent en formant un complexe violet très sombre aux reflets verts métalliques caractéristiques.
L'hydrogénophosphate de potassium (K2HPO4) sert de tampon pour amortir les variations de pH dues à la fermentation des sucres. L'agar est l'agent gélifiant.

## Lecture
L'aspect des colonies sur la gélose EMB reflète leur aptitude à acidifier les glucides présents.
Les colonies suspectes de Escherichia coli sont celles qui présentent après 18 à 24h d'incubation l'aspect caractéristique dit « en dos de scarabée » : coloration bleu-noir avec des reflets verts métallisés, limitée à la colonie et ne s'étendant pas au milieu environnant. Cet aspect, qui traduit l'acidification intense et rapide du lactose et/ou du saccharose, n'a cependant qu'une valeur d'orientation. D'autres tests sont nécessaires pour confirmer l'identification.
Les colonies roses à ambrées correspondent aux BGN qui acidifient faiblement ou lentement l'un des deux glucides. Il peut s'agir entre autres de Shigella, Salmonella, Klebsiella etc.
Les colonies incolores correspondent à des BGN « non fermentaires » (ou à certains Gram positifs résistants au bleu de méthylène) qui n'acidifient ni le lactose ni le saccharose : Proteus, Pseudomonas etc.

## Composition
Pour 1000 mL de milieu, :
- peptone (quelconque) : 10 g
- lactose : 5 g
- saccharose : 5 g
- hydrogénophosphate de potassium : 2 g
- éosine Y : 400 mg
- bleu de méthylène : 65 mg
- agar : 13,5 g.

Ajuster le pH à 7,2 ± 0,2 à 25°C (après autoclavage).

## Variantes
Certaines sources distinguent deux types de gélose EMB selon que la formule comporte :
- soit un mélange à parts égales de 0,5% (m/v) de lactose et 0,5% de saccharose (formulation originale de Holt-Harris & Teague) ;
- soit 1% de lactose et pas de saccharose (formule modifiée par Levine).

Le terme « gélose Teague » peut servir à désigner la formule la plus ancienne, au substrat glucidique mixte, l'appellation « gélose Levine » étant réservée à la formule sans saccharose.
Le type de peptone peut varier selon les fabricants. D'autre part, la concentration d'agar peut être majorée à 1,5% (m/v) pour restreindre l'essaimage des Proteus, mais dans ce cas leurs colonies prennent un aspect métallisé semblable à celui des colonies de E. coli.

## Préparation
Aucun ingrédient n'étant thermosensible, il suffit de les dissoudre à chaud dans le volume correspondant d'eau distillée et de stériliser à l'autoclave (15 minutes à 121°C). Le mélange est ensuite réparti dans des contenants stériles. 